# Estatut d'Autonomia de la Comunitat de Madrid

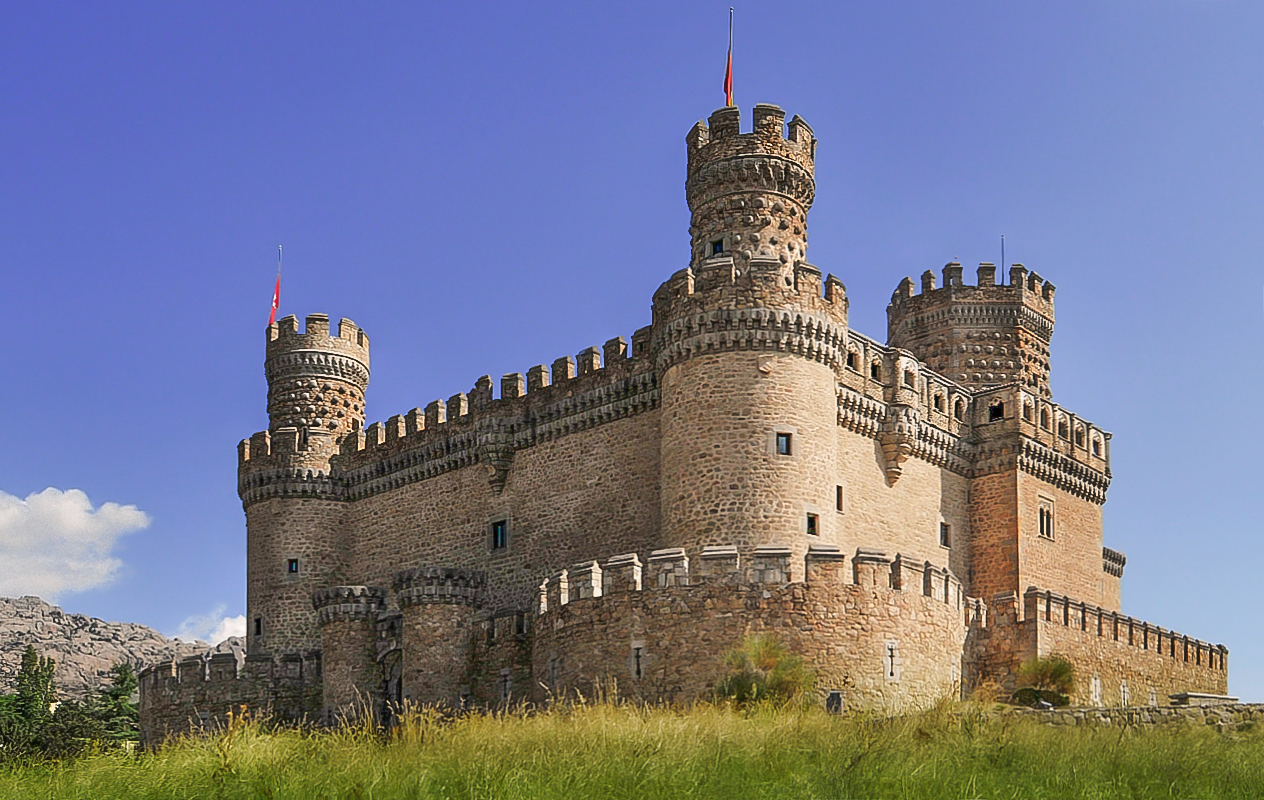
Castell de Manzanares el Real, lloc de constitució de la primera assemblea de la Comunitat.

L'Estatut d'Autonomia de la Comunitat de Madrid és la norma institucional fonamental de la Comunitat de Madrid.
Ha sigut reformat les següents vegades:
- Llei Orgànica 2/1991, de 13 de març
- Llei Orgànica 10/1994, de 24 de març
- Llei Orgànica 5/1998, de 7 de juliol

## Història
L'Estatut de la Comunitat de Madrid fou aprovat el 25 de febrer de 1983. La Llei Orgànica 3/1983, de 25 de febrer de 1983, va ser publicat al Butlletí Oficial de l'Estat, núm. 51 de l'1 de març.
La Llei Orgànica 2/1991, de 13 de març, reformà l'estatut per fer que coincidiren les eleccions municipals amb les autonòmiques. La Llei Orgànica 10/1994, de 24 de març, amplià les competències de l'autonomia madrilenya. La Llei Orgànica 5/1998, de 7 de juliol, amplià les competències i va modificar el marc institucional.
El 2010 va tindre una modificació xicoteta.
En 2018 s'inicià un procés per a una nova reforma, que plantejava de partida la possibilitat d'eliminar aforaments, augmentar el nombre de circumscripcions, fixar un màxim de dos mandats per al president autonòmic i reduir el nombre de diputats, entre altres canvis.

## Procediment de reforma
La Comunitat de Madrid aconseguí l'autonomia per via article 146 de la Constitució espanyola de 1978 (CE), implicant que la seua reforma segueix la via de l'article 147.3 de la CE.
L'article 64 de l'Estatut estableix que hi ha únicament un procediment de reforma, al contrari que alguns altres estatuts d'autonomia de l'Estat espanyol. Aquest procediment és l'ordinari (art. 156.2 Estatut).
La iniciativa de reforma pot provindre de dos terceres parts dels municipis de la Comunitat de Madrid que siguen la majoria absoluta de la comunitat madrilenya, una tercera part de l'Assemblea de Madrid o del Govern espanyol.
L'aprovació autonòmica de la iniciativa requereix de l'aprovació d'un terç de l'Assemblea de Madrid.
L'Estatut madrileny estableix que si la iniciativa no és aprovada, no pot tornar a ser plantejada durant el termini d'un any.